# Fehérszárnyú fakopáncs
A fehérszárnyú fapokáncs (Dendrocopos leucopterus) a madarak (Aves) osztályának harkályalakúak (Piciformes) rendjébe, ezen belül a harkályfélék (Picidae) családjába tartozó faj.
Magyar neve forrással nincs megerősítve.

## Rendszerezése
A fajt Tommaso Salvadori olasz ornitológus írta le 1870-ben, a Picus nembe Picus (Dendrocopus) leucopterus néven.

## Előfordulása
Ázsiában, Afganisztán, Kína, Irán, Kazahsztán, Kirgizisztán, Tádzsikisztán, Türkmenisztán és Üzbegisztán területén honos. A természetes élőhelye a mérsékelt övi erdők, cserjések és sivatagok, valamint vidéki kertek. Állandó, nem vonuló faj.

## Megjelenése
Testhossza 22–23 centiméter, testtömege 67 gramm.

## Természetvédelmi helyzete
Az elterjedési területe rendkívül nagy, egyedszáma pedig stabil. A Természetvédelmi Világszövetség Vörös listáján nem fenyegetett fajként szerepel.